# Chersotis coelebs
Chersotis coelebs là một loài bướm đêm trong họ Noctuidae.